# The Randy Newman Songbook, Vol. 1
The Randy Newman Songbook, Vol. 1 is een album van de Amerikaanse singer-songwriter Randy Newman. Het is een compilatie van eerder uitgebrachte nummers, door de zanger opnieuw opgenomen, ontdaan van hun arrangementen. Op de plaat horen we enkel de stem van Newman en zijn piano. Naast bekende nummers van de tien studio-albums die Randy Newman sinds 1968 heeft uitgebracht, vinden we ook enkele korte instrumentale tracks, afkomstig uit het werk dat hij voor diverse soundtracks schreef.

## Tracklist
1. It's Lonely at the Top – 3:13
2. God's Song (That's Why I Love Mankind) – 3:23
3. Louisiana 1927 – 2:56
4. Let Me Go – 2:37
5. Rednecks – 3:05
6. Avalon – 0:58
7. Living Without You – 2:16
8. I Think It's Going to Rain Today – 2:57
9. You Can Leave Your Hat On – 2:32
10. It's Money That I Love – 2:16
11. Marie – 2:56
12. When She Loved Me – 1:03
13. Sail Away – 2:58
14. The World Isn't Fair – 3:07
15. Political Science – 2:02
16. The Great Nations of Europe – 3:24
17. In Germany Before the War – 3:49
18. Ragtime – 1:25